# Curtara sudara
Curtara sudara är en insektsart som beskrevs av Delong 1979. Curtara sudara ingår i släktet Curtara och familjen dvärgstritar. Inga underarter finns listade i Catalogue of Life.